# O Homem do Castelo Alto
O Homem do Castelo Alto (The Man in the High Castle, no original) é um romance escrito pelo norte-americano Philip K. Dick em 1962. É uma história distópica com elementos de ficção científica e romance ambientada no ano de 1962, no entanto, nessa versão dos fatos as Potências do Eixo derrotaram os Aliados na Segunda Guerra Mundial, ficando os Estados Unidos entregues à Alemanha nazista e ao Império do Japão.
Embora não seja a primeira obra de distopia, o livro ajudou a definir as obras literárias do gênero. Ele ganhou o Prêmio Hugo e tornou Dick conhecido no meio da ficção científica. É também uma das obras de Dick mais bem-estruturadas e com personagens bem centrados no romance.

## Sinopse

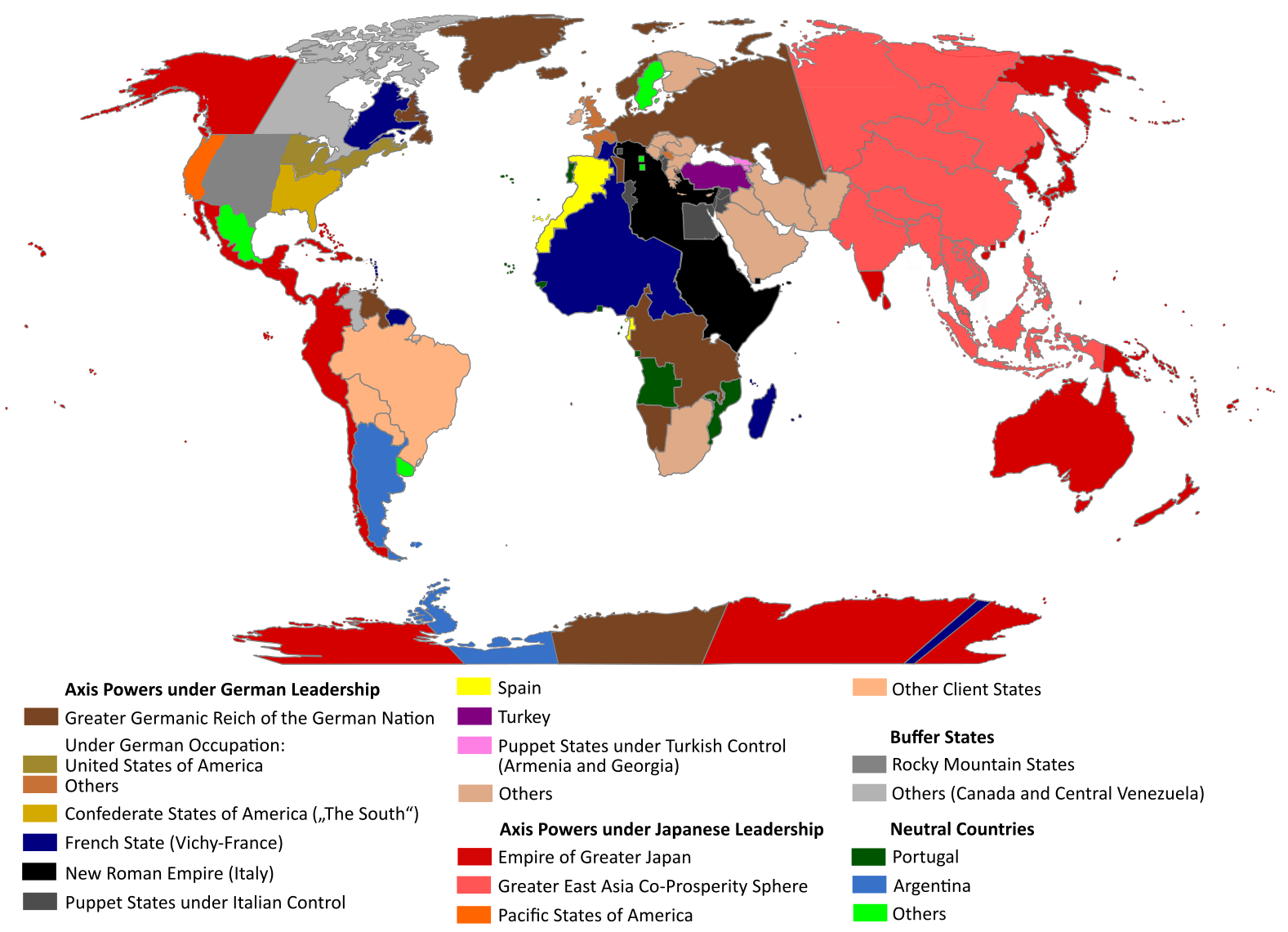
Mapa político do mundo no livro.

O Homem do Castelo Alto tem um ponto de divergência com o mundo real, onde o presidente Franklin D. Roosevelt foi assassinado em 1933 por Giuseppe Zangara. Ele foi sucedido pelo Vice-Presidente John Nance Garner, que foi posteriormente substituído por John W. Bricker. Nenhum deles foi capaz de superar a Grande Depressão, e ambos instalaram uma política isolacionista ao se aproximar a guerra, causando uma insuficiência militar e impedindo-os de ajudar o Reino Unido e a União Soviética contra a Alemanha nazista.
A URSS ruiu em 1941 e foi ocupada pelos nazistas, enquanto a maioria dos povos eslavos foram exterminados. Os eslavos sobreviventes da guerra foram confinados a "reservas em regiões fechadas". Os japoneses, por outro lado, destruíram totalmente as tropas dos Estados Unidos no ataque a Pearl Harbor. Dada a expansão de suas capacidades militares, o Japão foi capaz de invadir e ocupar o Havaí, a Austrália, a Nova Zelândia e o Sudoeste do Pacífico, no início dos anos 1940. Posteriormente, os Estados Unidos caíram no controle do Eixo.
Em 1948, as forças Aliadas foram entregues ao controle do Eixo. A Costa Leste dos Estados Unidos ficou sob controle alemão, enquanto a Califórnia, Washington, Oregon, Nevada e outras partes foram cedidas aos japoneses. A região de Mountain States, o Centro-Oeste e grande parte do Sudoeste permaneceram em tensão pelo controle entre as potências do Eixo. O Sul foi ressuscitado como um quase-estado fantoche nazista, parecido com a França de Vichy. O Reich Alemão e o Império japonês tornaram-se superpotências, e entraram em Guerra Fria como resultado disso.
Depois que Adolf Hitler foi incapacitado por sífilis, a chefia da Chancelaria do Partido Nazista coube a Martin Bormann, que assumiu a liderança da Alemanha. Os nazistas criaram um império colonial e continuaram seu massacre de raças que consideravam inferiores, assassinando judeus no estado fantoche dos Estados Unidos e em outras áreas controladas, e também realizando um maciço genocídio na África.
A Alemanha nazista desenvolveu um programa de mísseis, de modo que, em 1962, tinham um sistema funcional de foguetes comerciais utilizados para viagens intercontinentais e desenvolveram também a exploração espacial, através do envio de foguetes para a Lua, Marte e Vénus. Mais tarde, o sistema espacial nazista semelhante à NASA, "monta fábricas robotizadas em todo o sistema solar". O romance retrata a televisão como uma nova tecnologia na Alemanha. O Império japonês é retratado como atrás do Terceiro Reich em desenvolvimento tecnológico. No entanto, o romance menciona que há grave escassez de oferta na Alemanha, devido a investimentos em exploração espacial, e que a economia está à beira do colapso. Durante o livro, Martin Bormann morre e outros nazistas, como Joseph Goebbels e Reinhard Heydrich, lutam para se tornar o novo chanceler do Reich.
Nesse cenário, um livro proibido pelos nazistas — escrito pelo "Homem do Castelo Alto" — toma conta da imaginação das pessoas por descrever um mundo em que a guerra não foi perdida pelos aliados. E é nesse contexto que as vidas de várias pessoas se ligam através do I Ching, o oráculo chinês.

## Personagens
- Nobusuke Tagomi: representante do comércio japonês em São Francisco. Tagomi é um dos melhores clientes de Robert Childan.
- Frank Frink: empregado da Wyndham-Matson Corporation, uma empresa especializada na reprodução americana da época em que os Estados Unidos eram uma nação independente (apesar de distorcer os fatos). É demitido após uma explosão no local de trabalho. Ele é judeu, mas esconde sua etnia para evitar a prisão e morte.
- Juliana Frink: ex-mulher de Frank, é professora de judô.
- Robert Childan: proprietário da loja Artesanato Artístico Americano, que vende antiguidades americanas para colecionadores, principalmente japoneses. Childan obtém suas peças a partir da Wyndham-Matson Inc., mas não acredita que esses itens sejam verdadeiros. Por lidar com pessoas japonesas, Childan adotou as boas maneiras japonesas, versões do japonês em modos de expressão e de pensamento. Ele olha com desprezo os japoneses que se dão com ele, acreditando que as pessoas brancas sejam superiores às de outras raças, incluindo chineses e africanos. Ele é muito consciente de sua imagem e, muitas vezes, delibera sobre a forma como suas ações podem aparecer para outros.
- Mr. Baynes: na verdade Capitão Rudolf Wegener, da Contra-Inteligência Naval do Reich, está disfarçado como um rico industrial sueco que está viajando para ver o Sr. Tagomi. Ele é surpreendido quando Tagomi o cumprimenta e lhe dá um "verdadeiro Mickey Mouse", comprado a partir de Childan.

## Uso doI Ching
O I Ching permeia todo o livro. No enredo, ele teria sido disseminado através do Pacífico após os japoneses começarem a sua atividade profissional. Vários personagens, tanto japoneses quanto americanos, consultam-no para as decisões importantes. Dick, em uma entrevista, disse que consultou várias vezes o I Ching para escrever o enredo do livro. Também Hawthorne Abendsen usou o I Ching ao escrever The Grasshopper Lies Heavy, fazendo perguntas sobre os temas e tópicos do livro.

## Desenvolvimento
Dick mais tarde explicou que ele teve a ideia deste livro a partir da leitura de Bring the Jubilee de Ward Moore (1953), uma história alternativa que retrata os Estados Unidos após os Estados Confederados da América vencerem a Guerra Civil Americana, em 1860. Na seção de agradecimento, Dick cita várias outras influências como o trabalho do historiador da Segunda Guerra Mundial William L. Shirer e seu Ascensão e Queda do Terceiro Reich de 1960. Também ao longo do livro há referências a autores nipônicos.

## Adaptações

### Audiolivro
Um audiolivro não-oficial do romance, lido por George Guidall por (aproximadamente) 9 horas e meia em 7 fitas cassetes, foi gravado em 1977. Outro audiolivro não-oficial foi lançado em 2008 pela Blackstone Audio, esta versão contou com a leitura de Tom Weiner que decorreu em aproximadamente 8 horas e meia no total de 7 CDs. Um terceiro audiolivro foi gravado e lançado em 2014 pela Brilliance Audio, ela foi lida por Jeff Cummings em 9 horas e 58 minutos.

### Televisão
Após uma série de tentativas para conseguir adaptar o livro para a televisão, em outubro de 2014 a unidade de produção de filmes da Amazon começou as filmagens do episódio piloto de The Man in the High Castle em Roslyn, Washington, para uma série de televisão dramática que foi ao ar pelo Amazon Prime, o serviço de web streaming da Amazon. O primeiro episódio da série foi lançado pela Amazon Studios em 15 de janeiro de 2015, e foi "o piloto mais assistido de todos" segundo Roy Price, o próprio vice-presidente do estúdio. No dia 18 de fevereiro de 2015, a Amazon deu sinal verde para a série. Em novembro do mesmo ano, o show tornou-se disponível via streaming.